# Micunori Jošida
Micunori Jošida (* 8. březen 1962) je bývalý japonský fotbalista.

## Reprezentace
Micunori Jošida odehrál 35 reprezentačních utkání. S japonskou reprezentací se zúčastnil Mistrovství Asie ve fotbale 1992.

## Statistiky
| Japonsko | Japonsko | Japonsko |
| Roky     | Záp.     | Góly     |
| -------- | -------- | -------- |
| 1988     | 1        | 0        |
| 1989     | 10       | 1        |
| 1990     | 0        | 0        |
| 1991     | 0        | 0        |
| 1992     | 8        | 0        |
| 1993     | 16       | 1        |
| Celkem   | 35       | 2        |